# ユーリ・シェフチェンコ
ユーリ・ヴァレンティノヴィチ・シェフチェンコ（ウクライナ語: Юрій Валентинович Шевченко、1953年9月1日 - 2022年3月23日）は、ウクライナの作曲家。バレエ音楽、映画音楽、オペラなど幅広いジャンルで活躍し、ウクライナの音楽文化に貢献した。

## 略歴
ユーリ・シェフチェンコは1953年にウクライナのキーウで生まれた。キエフ音楽院（現在のウクライナ国立チャイコフスキー音楽院）で作曲を学び、クラシック音楽の分野で活躍した。1977年に卒業後、ウクライナ国営放送の音楽編集者として勤務しながら作曲活動を続けた。
2022年3月23日、キーウのオレクサンドリウスカ病院にて新型コロナウイルス感染症により死去。

## 代表作

### バレエ音楽
- ピノキオ（ウクライナ語: Буратіно та Чарівна скрипка）
- 二匹のウサギ（ウクライナ語: За двома зайцями）
- バルマレイとアイボリット（ウクライナ語: Бармалей та Айболить）

### 映画音楽
- タンポポの花（ウクライナ語: Цвітіння кульбаби）
- 最後の秋の葉（ウクライナ語: Останній осінній листок）
- 週末のロマンス（ウクライナ語: Роман вихідного дня）

### アニメ音楽
- モロジキ・モロズ（ウクライナ語: Морозики-морози）
- イワシク・テレシク（ウクライナ語: Івасик-Телесик）
- 雲までジャンプ（ウクライナ語: Дострибни до хмаринки）

## 受賞歴
- ウクライナ名誉芸術家（1997年）
- キエフ・ペクトラル賞（9回受賞）
- ミハイロ・ヴェリキフスキー賞（2007年）
- ミコラ・リセンコ賞（2012年）
- アーテミー・ヴェデル賞（2018年）
- ヴィクトル・コセンコ賞（2019年）